# Porselen
Porselen is een plaats in de Duitse gemeente Heinsberg, deelstaat Noordrijn-Westfalen.